# Nicolas Alnoudji
Nicolas Alnoudji (* 9. Dezember 1979 in Garoua) ist ein ehemaliger kamerunischer Fußballspieler.

## Karriere
Alnoudji begann seine Profikarriere 1999 bei Cotonsport Garoua und wechselte ein Jahr später zu Tonnerre Yaoundé. Es folgte ein Wechsel in die Türkei zu Çaykur Rizespor, den er nach zwei Spielzeiten wieder verließ, da er von Paris Saint-Germain verpflichtet wurde. Jedoch kam er für den Hauptstadtklub nie zum Einsatz, da er zunächst an den SC Bastia verliehen wurde und in der Folgesaison 2003/04 zum CS Sedan wechselte. Ein den folgenden Jahren war er in Al-Sailiya, den Al Ain Club, RAEC Mons, SC Olhanense, US Créteil, Pandurii Târgu Jiu und JS Saint-Pierre aktiv, ehe er wieder zu Cotonsport Garoua zurückkehrte.

## Nationalmannschaft und Olympische Spiele
Seinen ersten großen Erfolg konnte Alnoudji mit 20 Jahren feiern, als er  2000 Afrikameister mit der Kamerunischen Nationalmannschaft wurde. Einige Monate später gehörte er der U23-Auswahl bei den Olympischen Sommerspielen 2000 in Sydney an. Mit dieser gewann der Mittelfeldspieler ebenfalls die Goldmedaille.
Für den FIFA-Konföderationen-Pokal 2001 wurde Alnoudji von Winfried Schäfer in den Kader berufen. Er bestritt alle drei Vorrundenspiele. Ein Jahr später bei der Weltmeisterschaft gehörte er erneut zum Aufgebot Kameruns kam jedoch nicht zum Einsatz.
Insgesamt absolvierte er 17 Länderspiele für Kamerun.